# ブラックアダー (ウイスキー・ボトラー)
ブラックアダー（Blackadder、若しくはブラッカダー）は、シングルモルト・スコッチ・ウイスキーのインディペンデント・ボトラー。

## 概要
1995年にロビン・チューセックとジョン・ラモンドによって設立され、スコットランドの歴史的人物であるジョン・ブラッカダー司教にちなんで命名された。同社のボトリングは一般的にシングルカスクから造られ、チルフィルターも着色もせず、ウイスキーの自然な色が見えるように透明なガラスにボトリングされている。
ブラックアダーが提供するボトリング・シリーズには、スタンダードなシングルカスクのシングルモルト・ウイスキー、「リミテッド・エディション」シリーズ、シェリーカスクの「オールドマン・オブ・ホイ」、「オールド・エジンバラ」シリーズ、そしてブラックアダーの名前の代わりに使用される2つの代替ラベル、「アバディーン・ディスティラーズ」と「ザ・クライズデール・オリジナル・スコッチ・ウイスキー社」がある。
2000年以降、ブラッカダーは「ローカスク」シリーズも提供している。これは、機械的な濾過を行わず、樽から直接ボトリングしたウイスキーである。濾過を行わないため、ボトルにはカスクの木片などの残骸が残っている。
2014年、ブラックアダーは「ブラック・スネーク」と呼ばれる一連のウイスキーを発表した。これらのウイスキーはソレラシステムを採用しており、熟成させたシングルモルトをオロロソ樽またはPXシェリー樽に入れ、さらに熟成させる。熟成が完了すると、樽の2/3が抜かれて瓶詰めされ、さらに熟成させるためにシングルモルトが補充される。瓶詰めのための抽出はそれぞれ「ヴェノム」と呼ばれる。
ブラックアダーは、日本、台湾、イスラエル、ヨーロッパを中心に多くの国で販売されている。米国では、Glass Revolution社が輸入している。